# Pulaski (Iowa)
Pulaski è un comune degli Stati Uniti d'America, situato nello Stato dell'Iowa, nella contea di Davis.